# 郭廷珪
郭廷珪（1450年—1527年），字邦器，别號易菴，河南開封府儀封縣人，軍籍，明朝政治人物。

## 生平
河南鄉試第五十八名舉人。成化二十三年（1487年）中式丁未科三甲第一百九十八名進士。丁母歐陽氏喪歸，免喪，授南京户部主事，榷扬州钞关，遷员外郎，弘治九年（1496年）以父喪去职，喪除，復为南京刑部员外郎，旋遷郎中，以考察贬知胶州。正德五年（1510年）升荆州府同知，六年入觐，遷程番府知府，未任辞官而归。嘉靖六年卒，年七十八。

## 家族
曾祖郭賓；祖父郭岩，萧县典史；父郭慶，贈奉訓大夫南京刑部员外郎；母歐陽氏，贈太宜人。